# Ранок приреченої копальні
Ранок приреченої копальні (рос. Утро обречённого прииска) — радянський художній фільм кіностудії «Мосфільм» 1985 року, режисера Арьї Дашиєва. Фільм знятий за романом «Інспектор золотої тайги» бурятського письменника Володимира Мітипова.

## Сюжет
1918 рік. Територія сучасної Бурятії в роки Громадянської війни. За завданням молодої Радянської влади в північне Прибайкалля прибуває інженер Олексій Звєрєв з метою перевірити стан справ на золотих копальнях. У більшовиків є план щодо націоналізації золотодобування. Золото життєво важливо для нової влади. Прибувши на місце, Звєрєв дізнається, що владу в Забайкаллі захопили колчаківці. Небезпечно і на самих копальнях: часом на них нападають бандитські зграї. В таких умовах починає свою роботу Олексій Звєрєв…

## У ролях
- Іван Лапиков —  Гурьян
- Іван Рижов —  Ганька (Гаврило Опанасович)
- Вадим Вільський — власник копальні
- Дальвін Щербаков —  гірський інженер Олексій Звєрєв
- Ігор Кваша —  Аркадій Борисович Бутлицький, господар копальні
- Олександр Сластін —  Микола Миколайович Ланге, білий офіцер
- Данило Нетребін —  Єгор Тарасович Назаров
- Зінаїда Кирієнко —  Дар'я Костянтинівна Шуригіна, господиня копальні
- Іван Косих —  Степан
- Віктор Косих —  Мітька Косих
- Юрій Веяліс —  Яків
- Буда Вампілов —  Кожов
- Михайло Єлбонов —  Очір
- Филимон Сергєєв —  Михайло, працівник копальні
- Віра Бурлакова — епізод

## Знімальна група
- Режисер — Арья Дашиєв
- Сценаристи — Володимир Мітипов, Арья Дашиєв
- Оператор — Юрій Гантман
- Композитор — Євген Птичкін
- Художник — Іван Пластинкін
- Звукорежисер — Віктор Бєляров